# Колба Вюрца

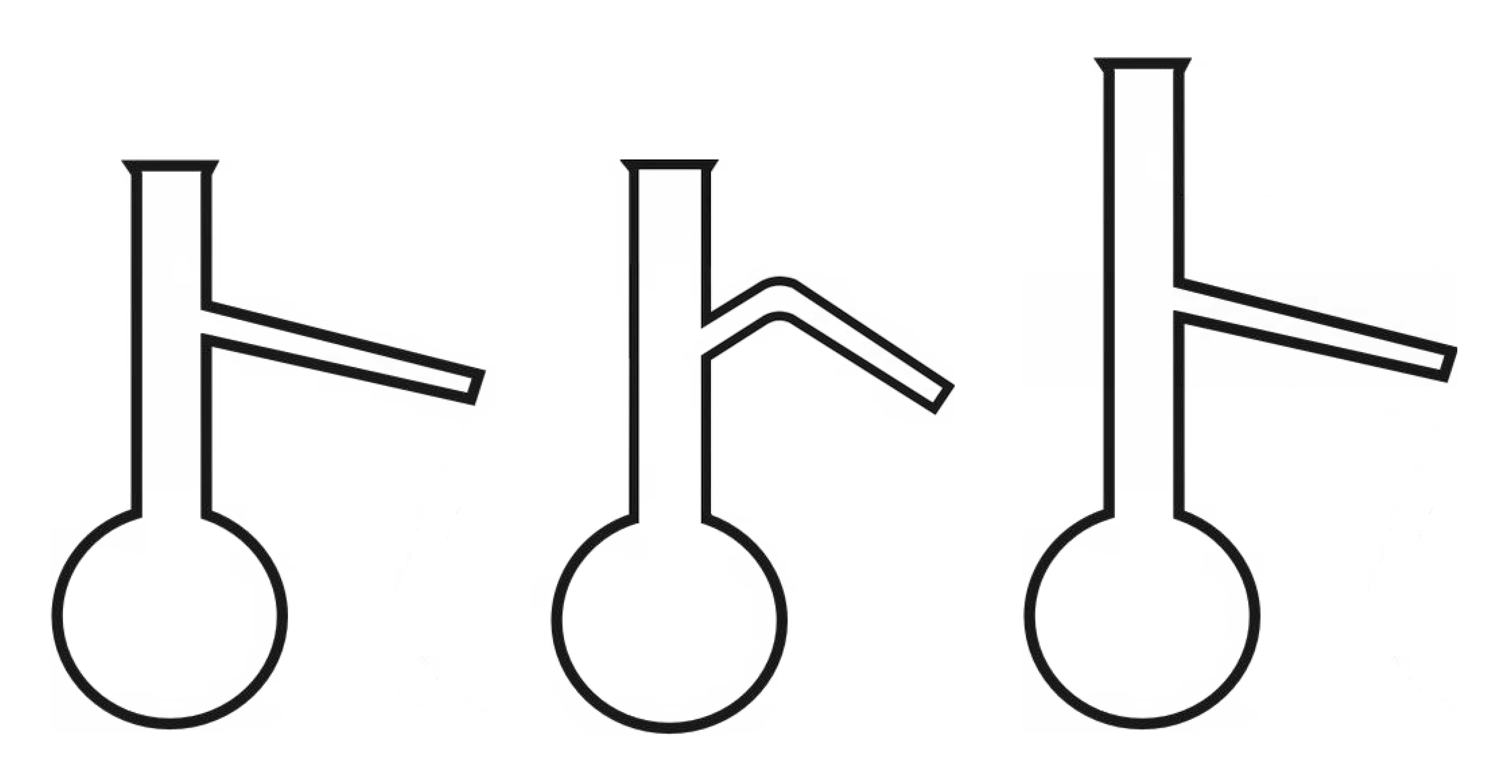
Слева направо: колба Вюрца с прямым боковым отводом, колба Вюрца с изогнутым боковым отводом, колба Энглера

Колба Вю́рца (также колба с боковым отводом) была изобретена Шарлем Адольфом Вюрцем (1817—1884). Представляет собой круглодонную колбу с отводом для вставки прямоточного холодильника Вейгеля-Либиха.
Разновидностью колбы Вюрца является колба Энглера — круглодонная колба с удлиненной горловиной. Она предназначена для проведения лабораторных работ, связанных с перегонкой нефти и нефтепродуктов, и используется, в частности, в аппарате Энглера, служащего для определения фракционного состава нефтепродуктов.

## Использование

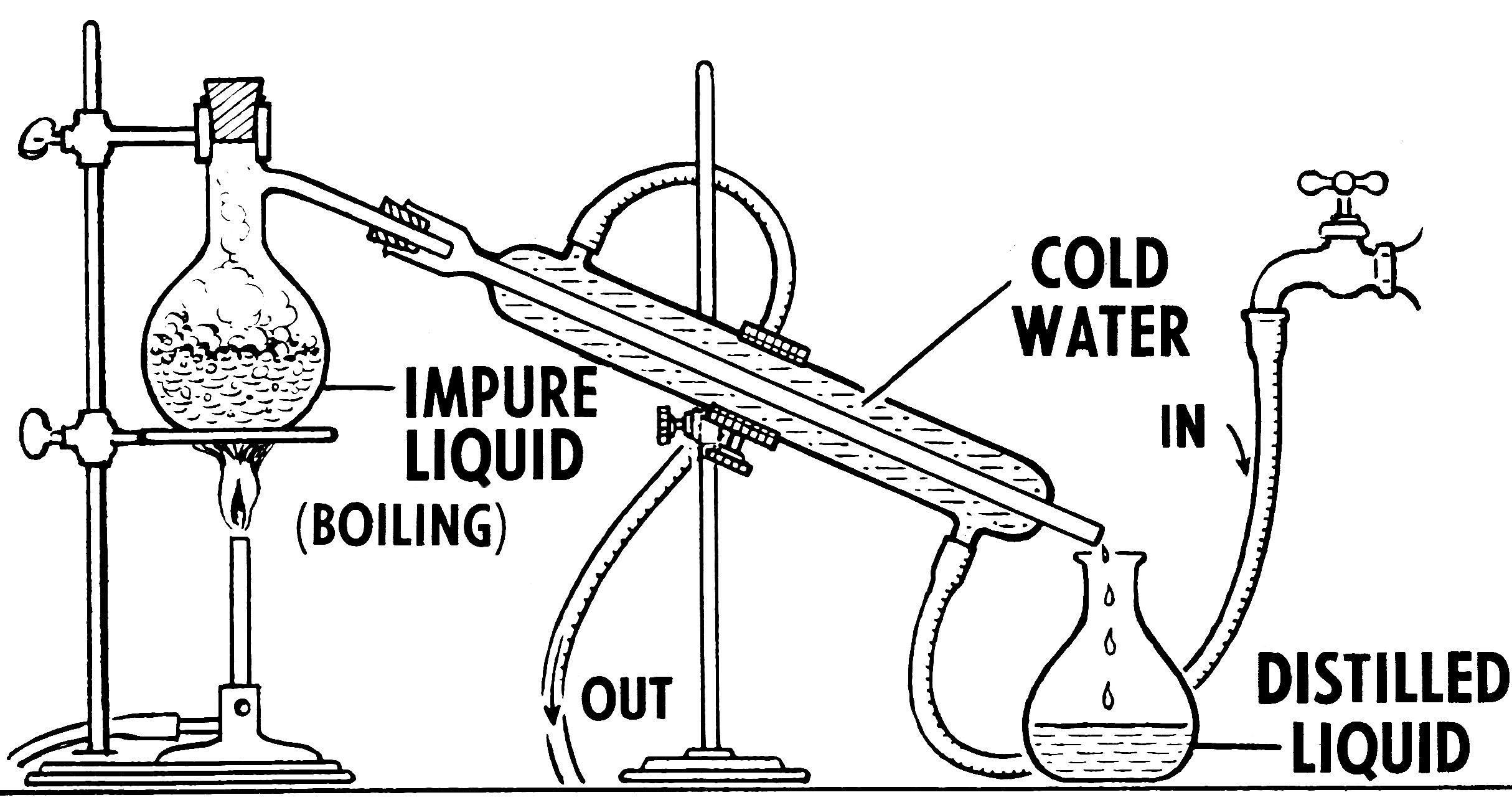
Классический лабораторный перегонный аппарат с колбой Вюрца

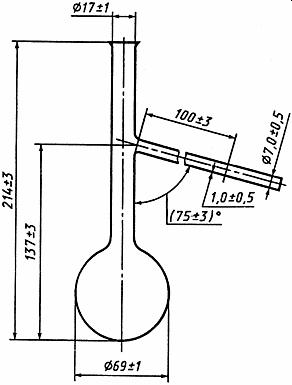
Колба Энглера — разновидность колбы Вюрца с прямым боковым отводом и удлинённой горловиной. Предназначена для разгонки нефтепродуктов

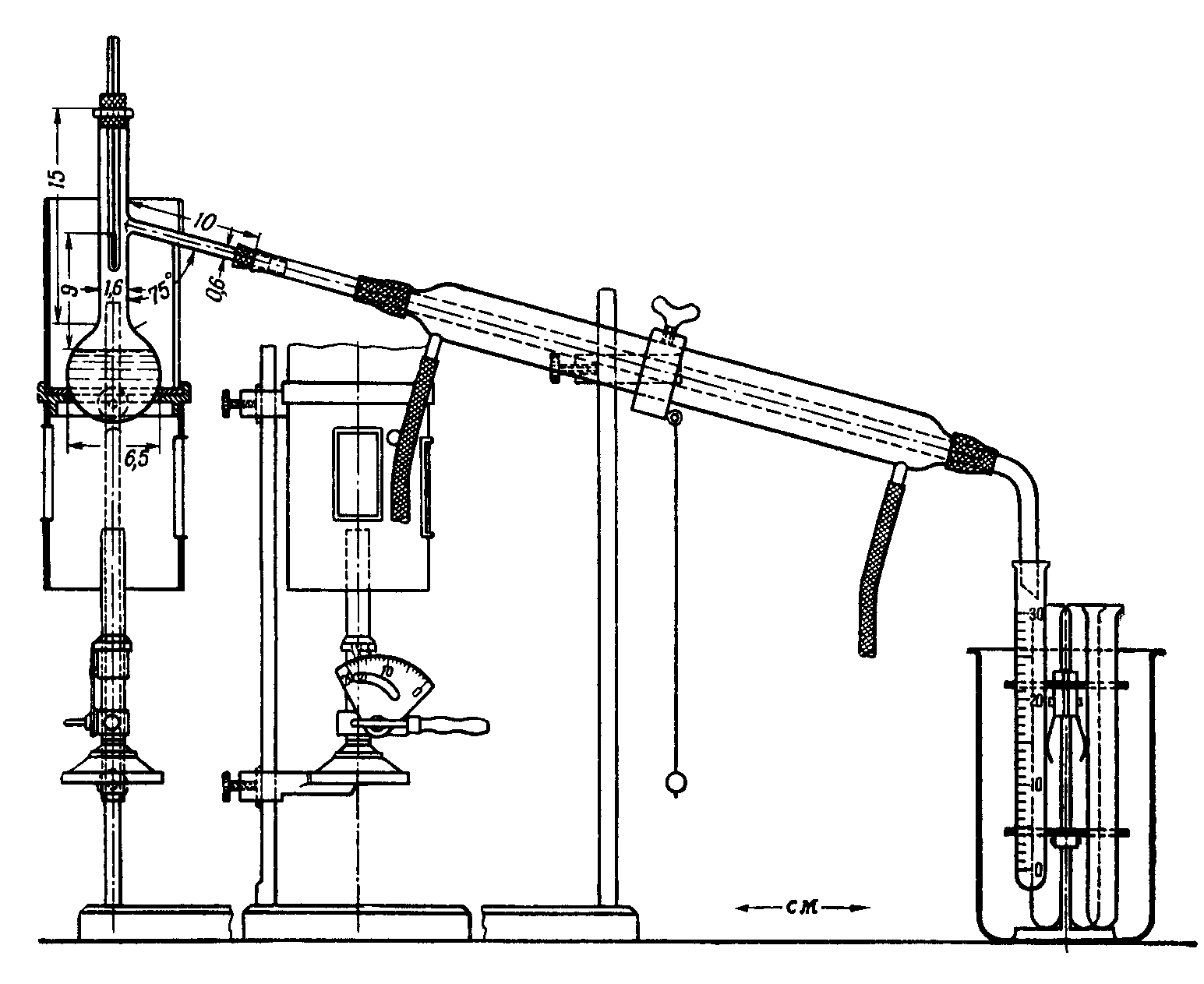
Аппарат Энглера — Уббелоде для определения фракционного состава нефтепродуктов

Колба Вюрца используется для перегонки при атмосферном давлении. Колба Вюрца (реакционный сосуд) закрепляется через резиновое или силиконовое кольцо на лапке штатива, при перегонке колбу Вюрца нагревают на открытом пламени горелки Бунзена. В отвод колбы Вюрца вставляется прямоточный холодильник Либиха. В резиновую пробку вставляют термометр для измерения температуры кипения перегоняемой жидкости.

## Устройство
Колба Вюрца изготавливается из стекла, никогда не снабжается шлифом и притёртой пробкой, вместо них используется резиновая эластичная пробка с одним отверстием для вставки термометра. Отвод колбы Вюрца может находиться ближе к шарообразной части колбы (для перегонки веществ с высокой температурой кипения), также отвод может находиться ближе к открытому концу горла(для перегонки легкокипящих веществ).